# الگانس (فرانسه)
الگانس (به فرانسوی: Algans) یک کامین در فرانسه است که در Canton of Cuq-Toulza واقع شده‌است.

## خصوصیات
الگانس ۱۴٫۴۳ کیلومترمربع مساحت و ۲۱۷ نفر جمعیت دارد و ۲۰۰ متر بالاتر از سطح دریا واقع شده‌است.